# Колонизација Форкса од 1736. до 1880.
Колонизација Форкса од 1736. до 1880.  историјски је период у развоју Винипега главног града покрајине Манитоба, од долазак првих европских трговаца крзном до масовног насељава имиграната из Европе и других земаља, чиме се заувек изменио живот Прве нације на овом простору. Накота (Асинибојн) народ,  био је први народ који је попут посредник ступио у међусобне (пре свега трговачке) односе са другим народима и тако остварио контакт између првих староседелачких нација и европљана. Становници Форкса који су користили реке на простору Манитобе да успоставе трговину са енглеским и француским трговачким центрима, који су се налазили и стотинама километара далеко, тиме су заинтересовали и европске трговце (који су већ увелико завладали источним делом Канаде) да постепено колонизују и овај простор Манитобе.

## Општа разматрања
Форкс,(енгл. The Forks - рачвање, рукавац река) једна је од историјских локација, данас у централном језгру Винипега у канадској покрајини Манитоба, на ушћу Црвене и Асинибојн реке. 
На овом простору, старом најмање 6.000 година, у типичном индијанском кампу прво су се окупљали староседеоци Абориџина или Први народи, да би током колонизације Манитобе, Форкс постао „капија канадског Запада“ и центар за трговину, транспорт и насељавање европских ловца и трговаца крзном, а потом и бродских и лучких речних радника, пионира железнице и десетине хиљада имиграната (англо-саксонаца, Немаца, Словена и Азијата). Из ових сусрета у 17. и 18. веку, на ширем простору Форкса, у мешовитим браковима рођени су бројни француско-индијански Метиси, народ који је био од посебног значаја за стварање данашње покрајине Манитобе.

## Историјат
Први Европљани допловили су 1736. године, у кануима реком Асинибојн на простор данашњег Винипега. Те године подигнуто је утврђење, Верендри Форт Руж (на енглеском језику познатије под називом red fort), као прво, а нешто касније и једно од многих утврђења и центара за трговину крзном и другим потрепштинама у овој области. Мада археолошки докази тек треба да буду пронађени, на постојање Верендри Форт Ружа, на овом простору, од 1738—1749. године, наводе сачувани архивски записи његовог основача Пјер Готје де Варена (Pierre Gaultier de Varennes, sieur de La Vérendrye, 1685—1749) да је он био негде у близини Форкса, највероватније на простору данашње Унион станице у Винипегу (енгл. Winnipeg's Union Station).
Пјер Готје де Варен не само да је био први Европљанин, већ уједно и један од првих који је успоставио контакт са представницима Прве нације, која је боравила у Форксу. Док је био на обалама језера Lake of the Woods 1737. године, Пјер Готје де Варене био је позван од стране племена Накота (Асинибојн) да дође у Форкс. У својим записима тада је навео постојање два логора племена Накота на ушћу двеју реке, или Форксу. Када се поново вратио током 1738., на овом простору били су присутни и представници племена Кри. Овај простор био је позната и као Ред Ривер колонија или колонија Црвене реке, која је била лоцирана на извесној удаљености од Форкс због његовог значаја као места окупљања Абориџина. 
Током наредних година Форкс је постао административни центар запада за трговину крзном. У том циљу компанија Хадсоновог залива (The Hudson’s Bay Company (HBC)) која се бавила трговином крзна одлучила је да изгради ново утврђење, под називом Горњи Форт Гари (Upper Fort Garry), који је био опасан пет метара високим каменим зидовима. Утврђење је срушено 1880. године како би се омогућила даља нзградња Маин Стрита.
Ова регија због својих богатих ресурса: хране (укључујући рибе, птице и што је најважније, бизоне), и транспортних путева, дуж великих река, постала је све интерисантнија област за трговце и све бројније имигранте. 
Прво паробродом, а потом и железницом, на обале Форкса свакодневно су стизали предмети свакодневне употребе; шећер, чај, со, семе за сетву, барели пића, храна, машине и делови, медицинска опрема и лекови, па чак и грађа, намештај и друга роба за опремање кућа из Енглеске. Али такође и луксузни предмети; смотуљци фине тканине, фенси хаљине и лепа одела и шешири, егзотични зачини, и путници из целог света и бизнисмени из Сједињених Америчких Држава, који су послом долазе у Ред Ривер
Сукоб две трговачке фирме на простору Манитобе
Између 1760. и 1821. године, вођена је непрастана „борба“ између две трговачке фирме; компаније Хадсоновог залива и Северо Западне компаније (Hudson's Bay Company и North West Company) које су се међусобно жастоко такмичили за трговину крзном и другим потрепштинама. Сукоби су престали 1821. године, када су се супротстављене компаније крзном ујединиле у једну компанију Компанију Хадсоновог залива (Hudson's Bay Company.)

### Настанак новог народа-Матиса
Трговина крзном и све чешћи путници, трговци и имигранти ступали су све више у односе са женама Првих нација или Абориџини народа. Њихова деца постала су позната као Метиси - посебан културна група која је касније толико нарасла да је постала важан део демографије Манитобе данас. Када је Манитоба постала део Канаде 1870. године, имиграција из источних делова Канаде, Европе, Азије и Сједињених Америчких Држава повећана је драматично, јер је била подстакнута плодним земљиштем, обилним жетвама и другим природним ресурсима. Непрестани прилив досељеника, у другој половини деветнаестог века, све више је бринуо Метисе на „Ред Риверу“, што је у једном тренутку постало разлог деценијске неслоге, и међусобне борбе су почеле. 

### Седмогодишњи рат 1756—1763
Након победе над Француском у Седмогодишњем рату (на тлу Северне Америке познат и као Француско-индијански рат 1756—1763) Велика Британија је 1763. осигурала трговачку и политичку превласт над овом територијом. 
Европљани су прве фарме и насеља почели да оснивају 1812. на простору Форкса и северно од данашњег града Винипега, што је довело до сукобе са локалним Метисима. Дана 19. јуна 1816. у сукобу британских досељеника и Метиса (познатом и као Битка код Севен Оукса) погинуо је 21 колониста (међу којима је био и гувернер области) и један Метис.

### Побуна у долини Црвене реке 1869 — 1870
Од 1869 до 1870. године Форкс је место побуне, сукоба између локалне привремене владе Метиса, на челу са Лујем Ријелом и придошлица из источне Канаде. Упркос противљењу локалних франкофоних Метиса, Англоканађанин Вилијам Макдугал је 1869. именован за првог гувернера Манитобе. Метиси су ускоро формирали локалну владу на челу са Лујем Ријелом. Ријелови људи нису дозволили Макдугалу улазак на територију Манитобе, а од канадске владе затражили су успостављање посебне провинције Асинибојн. 
У долини Црвене реке избила је побуна против присталица канадске власти. Договор са владом је постигнут 1870. према коме су територије око Црвене реке ушле у састав канадске конфедерације као пета покрајина, Манитоба. Источнија подручја су ушла у састав Онтарија.
Метисима је обећана обрадива земља, школе на француском језику и слободно исповедање католицизма. Након потписивања споразума, канадска влада је послала војску са намером да утврди власт у Манитоби. Власти су мимо договора издале налог за Ријелово хапшење. Уласком војске у Манитобу окончана је побуна у долини Црвене реке, а Манитоба је и формално постала део Канаде.

### Оснивање Винипега и резервата за Прве народе
Дана 8. новембра 1873. године, насеље око Форкса јпроглашено је за град, а три године након тога,  1876. године, усвојено је званично име града - Винипег.
Убрзо је велики број белих досељеника из Онтарија кренуо ка Манитоби, а због све израженијег расизма, Метиси су се почели повлачити у унутрашњост Канаде ка областима која ће ускоро постати покрајине Алберта и Саскачеван.
До краја XIX века потписани су бројни споразуми између канадске владе и локалних поглавица према којима је свакој индијанској породици обећана одређена количина обрадиве земље. На основу тих споразума формирани су резервати са домородачким становништвом којима је управљала федерална влада. Упркос обећањима власти, многи Метиси нису добили обећану земљу што је узроковало бројне протесте и демонстрације који трају и до данашњих дана.

### Масовни долазак имиграната
| Етничка структура, 2011. | Етничка структура, 2011. | Етничка структура, 2011. |
| ------------------------ | ------------------------ | ------------------------ |
|                          | Популација               | %                        |
| Енглези                  | 137,075                  | 21.1                     |
| Шкоти                    | 113,465                  | 17.4                     |
| Канађани                 | 108.955                  | 16,76                    |
| Немци                    | 105.910                  | 16,2                     |
| Украјинци                | 98.860                   | 15,2                     |
| Ирци                     | 85.800                   | 13,2                     |
| Французи                 | 85.025                   | 13,1                     |
| Абориџини (Метиси)       | 76.055                   | 11,7                     |
| Филипинци                | 58.255                   | 9,0                      |
| Пољаци                   | 50.385                   | 7,8                      |

У касним 1800.тим годинама канадска влада започела је да активно промовише имиграцију, и масовно насељавање градова и изградњу и развој железничког саобраћаја преко прерија. Винипег је почетком 19. века постао познат као „Капија канадског Запада“, у коме је Канадска влада 1872. године подигла два имиграциона објекта у Форксу, за смештај имиграната. У сваком од њих, било је услова за смештај 400 до 500 људи. Оба објекта била су намењен за краткорочне боравке не више од недељу дана. Због бројних недостатака, и пренатрпаности у периоду од 1870. до 1880. године ови имиграционим објекти постали су злогласни по своје лошим условима живота и све већем броју алкохоличара и проститутки. Бараке су уклоњене током изградње железничким објектима у касним 1880—им годинама.
Тако су све бројнији имигранати својим активностима почели да мењају не само етнички састав становништва већ и физички и културни пејзаж града Винипега, али и других области у средњој и западној Канади.
Град Винипег, са својим централним језгром на Форксу, све до 1880. године, био је средиште трговине (извоза) крзном да би након прилива имиграната постао главни трговачки центар за житарице, произведене у прерији кандског запада и извозник пољопривредних производа у друге области Канаде и света, а то је остао и данас.
У целој Канади, регистровано је 634 „Прве нације“, које говоре више од 50 различитих језика. Међу њима су били пре свега припадници племена Оџибве, Кри, Атабаски, Сијукси, Дене, Асинибојн и Мандан, који су не само међусобно трговали, већ су били и први који су се сусрели и остварили трговинске контакте и одрживи суживот и ступали у мешовите бракове са европљанима.
Први људи нација су аутохтони становници Форкса на коме се сада простире Винипег, који након вишедеценијске колонизација овог простора чине само око 12% становништва данашњег Винипега. Наиме према попису из 2011. години, 76.055 (11,7%) становника Винипега изјаснило се као наследници „Прве нације“ - Абориџини или као Метиси.